# Elymus varius
Elymus varius är en gräsart som först beskrevs av Yi Li Keng och Shou Liang Chen, och fick sitt nu gällande namn av Nikolai Nikolaievich Tzvelev. Elymus varius ingår i släktet elmar, och familjen gräs. Inga underarter finns listade i Catalogue of Life.